# Позитивизм
Позитиви́зм (фр. positivisme, от лат. positivus — положительный) — философское учение и направление в методологии науки, определяющее единственным источником истинного, действительного знания эмпирические исследования и отрицающее познавательную ценность философского исследования. Основной тезис позитивизма — «Всё подлинное (позитивное) знание есть совокупный результат специальных наук».

## Предыстория
Идеи, предвосхищавшие концепции позитивизма, развивали стоики. Во-первых, наряду с некоторыми другими школами направления античного скептицизма и задолго до появления научной методологии, стоики подняли вопрос критерия истины, понимая непригодность для этой роли очевидности и определив, что познание означает отказ от принятия чего-либо на веру. Во-вторых, и здесь именно они были новаторами, стоики признали внутренний мир каждого человека «утешительным» миром теории и интерсубъективной «истины», отделив его от внешней реальности. В-третьих, они сфокусировали главный вопрос познания на методе связывания наблюдений и теории, а не на полученной «истине».
Таким образом, стоики, как и Иммануил Кант две тысячи лет спустя, определили эмпирический характер научной истины и указали на эмпиризм как на естественное и непреодолимое ограничение теоретического мышления, но не исключали его полностью. Ранние позитивисты же довели эмпиризм Канта до предела, не просто обозначив границы применения, но исключив из науки теоретическое мышление как таковое.

## История позитивизма
Основоположником позитивизма является родоначальник социологии как науки Огюст Конт (1830-е годы). В программной книге «Дух позитивной философии» (Париж, 1844) Конт представляет человечество как растущий организм, проходящий в своём развитии три стадии: детства, юношества и зрелости. Идеи Конта вдохновили двух английских мыслителей: Милля и Спенсера. Этот позитивизм получил название первого, или классического. В России его последователями были Н. Михайловский, В. Лесевич.
На немецких землях позитивизм впитал некоторые элементы кантианства и приобрёл свою специфику. Поэтому его стали отличать от первого позитивизма и называть вторым позитивизмом, или эмпириокритицизмом. Его представителями были швейцарец Рихард Авенариус и австриец Эрнст Мах. Согласно Ленину, к взглядам второго позитивизма были близки взгляды Пуанкаре и Дюэма. В августе 1900 года Пуанкаре руководил секцией логики Первого Всемирного философского конгресса, проходившего в Париже. Там он выступил с программным докладом «О принципах механики», где изложил свою конвенционалистскую философию. В России ко второму позитивизму примыкает эмпириомонизм А. Богданова.
Со вторым «немецким» позитивизмом тесно связан неопозитивизм, или логический позитивизм Венского кружка, поскольку его лидер Мориц Шлик был непосредственным преемником Маха. Помимо Шлика, центральными фигурами кружка были Карнап и Нейрат. Принимал участие в работе кружка и Людвиг Витгенштейн. Этот кружок нашёл в Англии своего активного сторонника в лице Айера. С 1930 года Венский кружок издаёт совместно с берлинской группой Райхенбаха журнал «Erkenntnis» («Познание»), пропагандирующий идеи логического позитивизма. Неопозитивисты созвали ряд конгрессов: в Праге (1929, 1934), Кёнигсберге (1930), Париже (1935, 1937), Копенгагене (1936), Кембридже (1938). В результате Второй мировой войны Вена перестала существовать как центр неопозитивизма, а его представители эмигрировали в англоязычные страны.
После Второй мировой войны в англоязычных странах появился постпозитивизм. Представители: Карл Поппер, Томас Кун, Имре Лакатос, Пол Фейерабенд, Майкл Полани, Стивен Тулмин.
|                |                |                |                | Позитивизм Огюста Конта                                   |                |  |  |                         |                         |                         |                         |                         |                         |
|                |                |                |                |                                                           |                |  |  |                         |                         |                         |                         |                         |                         |
|                |                |                |                | Второй позитивизм: эмпириокритицизм + махизм              |                |  |  |                         |                         |                         |                         |                         |                         |
|                |                |                |                |                                                           |                |  |  |                         |                         |                         |                         |                         |                         |
|                |                |                |                | Неопозитивизм: Венский кружок + Львовско-варшавская школа |                |  |  |                         |                         |                         |                         |                         |                         |
|                |                |                |                |                                                           |                |  |  |                         |                         |                         |                         |                         |                         |
|                |                |                |                |                                                           |                |  |  |                         |                         |                         |                         |                         |                         |
| Постпозитивизм | Постпозитивизм | Постпозитивизм | Постпозитивизм | Постпозитивизм                                            | Постпозитивизм |  |  | Аналитическая философия | Аналитическая философия | Аналитическая философия | Аналитическая философия | Аналитическая философия | Аналитическая философия |

## Основные положения позитивизма
Позитивисты объединили логический и эмпирический методы в единый научный метод. Сущность единого для всех наук метода, обеспечивающего надёжным и достоверным знанием закономерностей природы, была выражена в манифесте «Венского кружка», опубликованном в 1929 году: «Мы охарактеризовали научное миропонимание, в основном, посредством двух определяющих моментов. Во-первых, оно является эмпиристским и позитивистским: существует только опытное познание, основанное на том, что нам непосредственно дано (нем. das unmittelbar Gegebene). Тем самым устанавливается граница для содержания легитимной науки. Во-вторых, для научного миропонимания характерно применение определённого метода, а именно — метода логического анализа».
Позитивизм оказал влияние на методологию естественных и общественных наук (особенно второй половины XIX века).
Позитивизм критиковал натурфилософские построения, которые навязывали науке неадекватные умозрительные образы изучаемых ею объектов и процессов. Однако эту критику позитивисты перенесли на всю философию в целом. Так возникла идея очищения науки от метафизики. Сущность позитивистской концепции соотношения философии и науки отражается во фразе О. Конта: «Наука — сама себе философия»[источник?]. Тем не менее, многие позитивисты верили в возможность построения «хорошей», научной философии. Такая философия должна была стать особой сферой конкретно-научного знания, не отличающийся от других наук по своему методу. В ходе развития позитивизма на роль научной философии выдвигались разные теории: методология науки (Конт, Милль), научная картина мира (Спенсер), психология научного творчества и научного мышления (Мах, Дюэм), логический анализ языка науки (Шлик, Рассел, Карнап), лингвистический анализ языка (Райл, Остин, поздний Витгенштейн), логико-эмпирическая реконструкция динамики науки (Поппер, Лакатос). Однако все указанные выше варианты позитивной философии были раскритикованы, прежде всего, самими позитивистами, так как, во-первых, как оказалось, они не удовлетворяли провозглашённым самими позитивистами критериям научности, а, во-вторых, опирались на явно (а чаще — неявно) определённые «метафизические» предпосылки.

### Стадии истории человечества с позиции позитивизма (согласно Огюсту Конту)
- Теологическая — в качестве объяснительной гипотезы используют понятие Бога, которому предписывают первопричины явлений и которого облекают в человекоподобный образ. Сама теологическая стадия распадается на три ступени: фетишизм, политеизм и монотеизм.
  - Фетишизм вызван тем, что фантазия человека ещё слишком слаба, чтобы выйти за пределы явлений, поэтому человек поклоняется фетишам — вещам, наделённым человеческим статусом.
  - Политеизм — люди начинают облекать первопричины в человеческие образы и измышлять богов.
  - Монотеизм характеризуется тем, что первопричины структурируются, среди них выделяются главные и второстепенные, пока, наконец, не открывается главная первопричина — Единый Бог. Эта ступень получает имя монотеизма.
- Метафизическая — люди по-прежнему стремятся постичь начало и назначение вещей, но место богов занимают абстрактные сущности. Место Единого Бога занимает природа, которую Конт определяет как «смутный эквивалент универсальной связи». Именно в языке позитивистов метафизика приобретает негативный оттенок, поскольку сущности и пресловутая природа вещей оказываются плодом беспочвенной фантазии, пусть даже она и выражена в строгой логической форме.
- Позитивная — единственной формой знания по Конту становится научное знание. Человечество становится достаточно взрослым, чтобы смело признать относительность (релятивность) нашего познания. В этом аспекте позитивизм преодолевает характерный для научной революции эпохи барокко оптимизм. Второй важной чертой научного знания является эмпиризм — строгое подчинение воображения наблюдению. Здесь Конт повторяет идею Бэкона о том, что фундаментом знания должен стать проверенный опыт. Учёные должны искать не сущность явлений, а их отношение, выражаемое с помощью законов — постоянных отношений, существующих между фактами. Ещё одной чертой научного знания является прагматизм. Учёные перестают быть эрудитами и энциклопедистами. Одним словом, знание становится позитивным: полезным, точным, достоверным и утвердительным.

## Идея эволюции с позиции позитивизма
Из эпохи барокко позитивисты заимствуют идею Кондорсе (1743—1794) о прогрессе — поступательном движении к одной определённой цели. Развитие человечества как прогресс, главную роль в котором играет наука. Прогресс связан с эволюцией, но не сводится к ней. Идея эволюции появляется в 1850-е годы. Одни считают, что идею эволюции раскрыл Чарлз Дарвин (1809—1882), другие полагают, что автором этой идеи был английский философ-позитивист Герберт Спенсер (1820—1903). Как бы то ни было, именно Спенсер раскрывает концепцию космической эволюции. Эволюция — это предельно общий закон развития природы и общества; то есть собственно, предмет философии. Суть этого закона в том, что развитие идёт путём ветвления, от однообразия к многообразию. За иллюстрациями Спенсер обращался к различным наукам — к астрономии, биологии и социологии. Однообразная космическая туманность порождает многообразие небесных тел Солнечной системы; однообразная протоплазма — многообразие мира живых существ; однообразная первобытная орда — многообразие форм государства. Кроме того, эволюция характеризуется переходом от хаоса к порядку и постепенным замедлением в результате рассеяния энергии. Идея эволюции оказалась чрезвычайно плодотворной. Её заимствовали как материалисты, так и идеалисты и мистики.

## Взаимосвязь позитивизма с другими философскими течениями
Основной внешний конфликт позитивизма — борьба с метафизикой, которая манипулирует терминами, которым ничего не соответствовало в реальности, например, энтелехия, эфир и т. п. Поиск научного метода преследовал цель найти свободные от метафизических предрассудков достоверные основания знания. Позитивисты считали надёжным знание, которое должно опираться на нейтральный опыт, а единственной познавательно ценной формой знаний, по их мнению, является эмпирическое описание фактов. Для выражения результатов наблюдения должны использоваться особые «протокольные предложения», Мориц Шлик писал: «первоначально под „протокольными предложениями“ понимались — как это видно из самого наименования — те предложения, которые выражают факты абсолютно просто, без какого-либо их переделывания, изменения или добавления к ним чего-либо ещё, — факты, поиском которых занимается всякая наука и которые предшествуют всякому познанию и всякому суждению о мире. Бессмысленно говорить о недостоверных фактах. Только утверждения, только наше знание могут быть недостоверными. Поэтому если нам удаётся выразить факты в „протокольных предложениях“, без какого-либо искажения, то они станут несомненными отправными точками знания».
Позитивизм в философии в целом шире, чем позитивистский подход в философии науки. Общий принцип — избавление от «излишеств», которые не могут быть обоснованы эмпирически и поэтому заявляются бесполезными. Этот подход наглядно демонстрируют эпикурейцы как в области познания, так и в этике: мы не можем выйти за рамки эмпирики, и поэтому должны отбросить «расширение самих себя» за рамки фактов. При этом эпикурейцы использовали наработки скептиков как минимум в плане изостении.